# 神戸東洋医療学院
神戸東洋医療学院は神戸市中央区三宮町1丁目9番1号センタープラザ13・14階にある鍼灸師養成校。2000年開校。
- 兵庫県で第一号の養成校。
- 「はり師・きゅう師単科の養成校」として他の学科等を併設せずに一貫して鍼灸師を養成している。